# 薛㟧
薛㟧（?—?），唐朝绛州龙门人，薛仁贵的孙子，薛楚玉的儿子，薛嵩的弟弟。
安史之乱爆发后，薛㟧与兄长薛嵩参加叛军。史思明任命摄恒州刺史。唐肃宗后元年建子月癸巳日（761年12月13日），史朝义部将薛㟧被曹州刺史常休明击败。史朝义败亡后，薛㟧、薛嵩兄弟重新归唐。大历八年（773年）正月，相衛節度使、平陽郡王薛嵩去世，贈太保。軍吏以旧例脅迫薛嵩的儿子磁州刺史薛平知留后务，薛平假装答应，其实讓给薛㟧。唐代宗命薛㟧知留後事，加檢校太子少師。大历十年（775年）正月，昭义军兵马使裴志清驱逐薛㟧，叛附田承嗣。薛㟧逃到洺州，上表請求入朝，代宗同意了。薛㟧素服于银台门待罪，代宗赦免了他，以薛嵩族子薛擇為相州刺史，薛雄為衛州刺史，薛堅為洺州刺史。